# トルクメニスタンの交通
2000年代前半、全般的に荒廃していたトルクメニスタンの交通に関し大規模なインフラ整備が行われ、旅客ルートの延長も行われた。主要新道路と鉄道計画は2006年に実行に移された。ソビエト連邦時代の交通に関してはソビエト連邦の交通を参照のこと。

## 鉄道

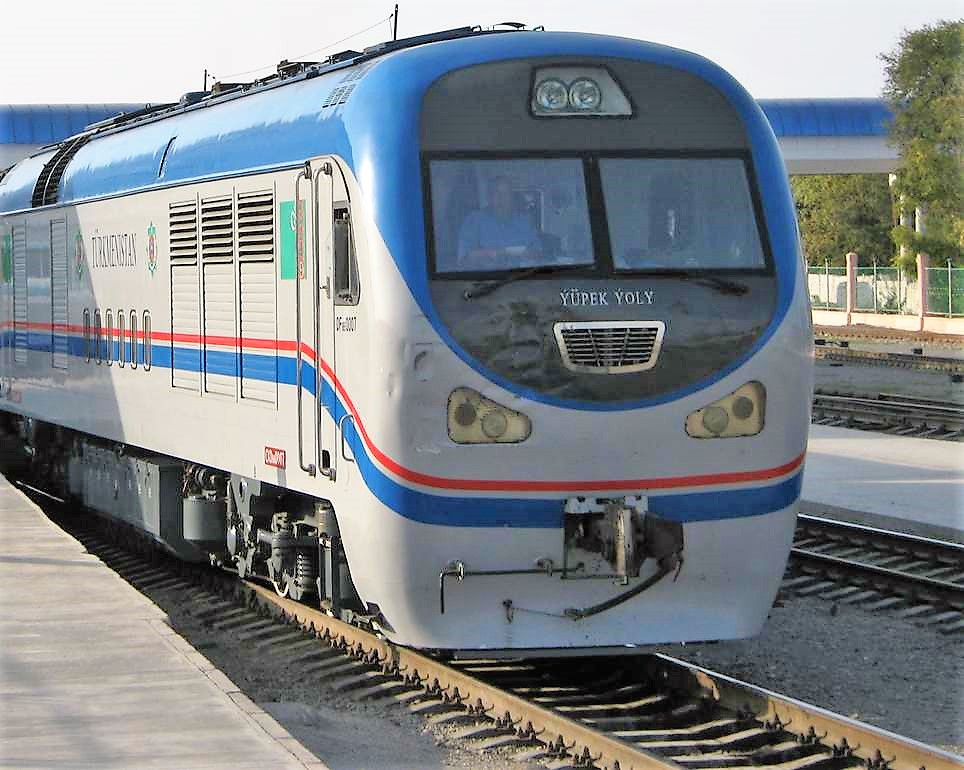
トルクメニスタン鉄道

2005年時点において、トルクメニスタンには2,440kmの鉄道線路があり、これらのほとんどが北部と南部の国境付近に存在している。テジェン＝セラフス＝マシュハド鉄道は1996年にトルクメニスタンとイランにより共同建設された鉄道であり、中央アジア、ロシア、ヨーロッパと南アジアや湾岸諸国を鉄道で結ぶ極めて重要な役割を果たしている。2006年2月、トランス・ガラグム鉄道建設の最終段階が開始され、アシガバートとダショグズ間を直接結ぶようになったことで、南部と北部の国境までの所要時間は半分にまで短縮された。都市部の交通網はアシガバート、ダショグズ、マルにおいて改修が行われている。

### 隣国との鉄道接続
- イラン  - 有り、貨物のみ - 1520mm/1435mm 異ゲージ
  - イラン・イスラーム共和国鉄道
- アフガニスタン  - 有り、タウラガンディー（英語版）への短区間、貨物のみ
  - アフガニスタン鉄道
- カザフスタン  - ウズベキスタン経由、運用停止状態
  - カザフスタン鉄道
- ウズベキスタン  - 有り、運用停止状態

- カスピ海 - 不定期のフェリーが運行されている。旅客のみ

### 地図
- 国際連合による地図

### 鉄道駅のある都市

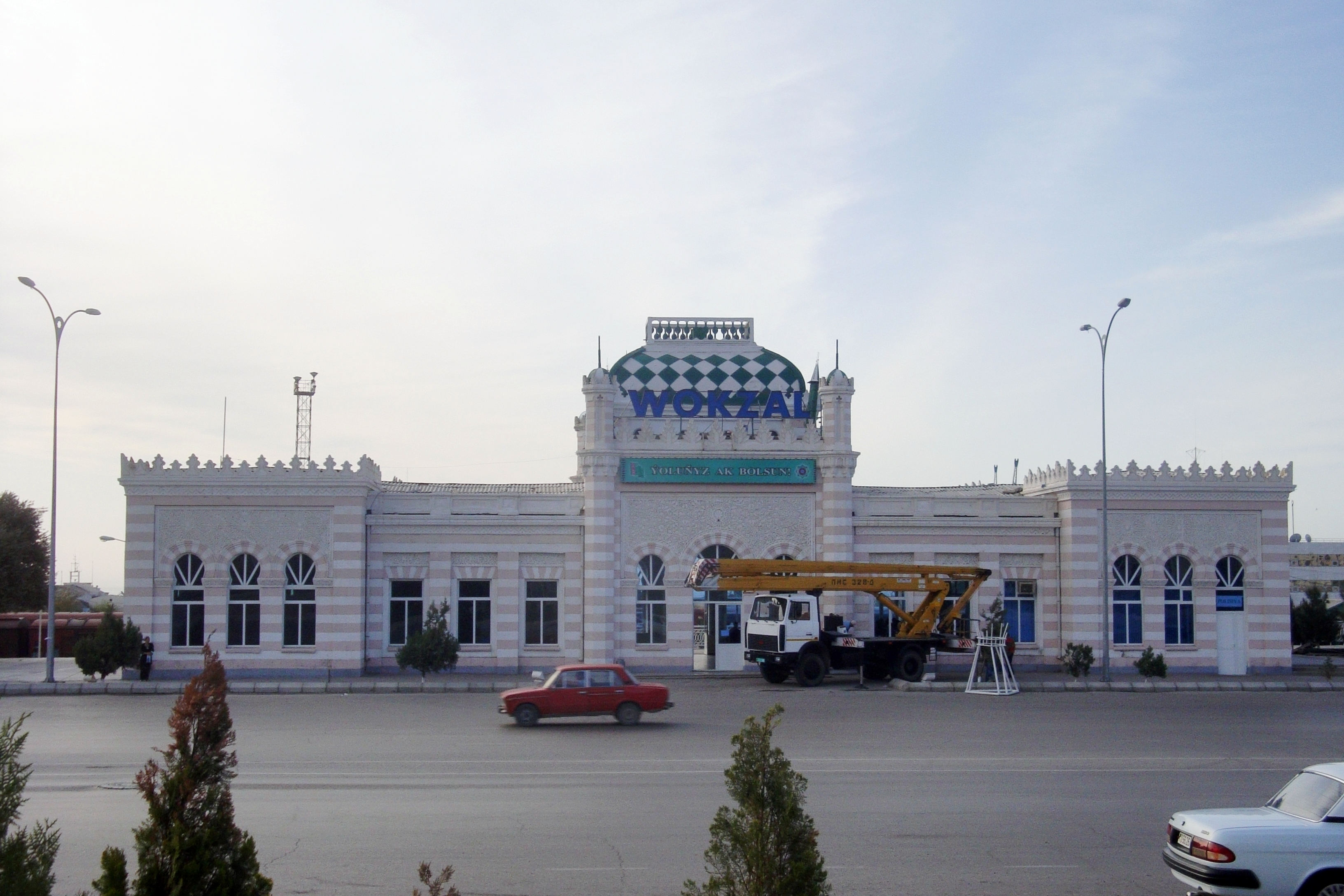
トルクメンバシ駅

- トルクメンバシ (25m)
- バルカナバート (17m)
- ベレケト（英語版） (76m)
- セルダル
- バミ
- バハルリ（英語版）
- アーバーダーン（英語版） (225m)
- アシガバート - 首都
- アルティク
- ドゥシャート
- テジェン
- マル - 分岐点
- セルヘタバット - アフガニスタンとの国境近くにある、終点
- テュルクメナバート (187m) - 分岐点
- ダショグズ (85m)
- アムダリヤ川

## 道路

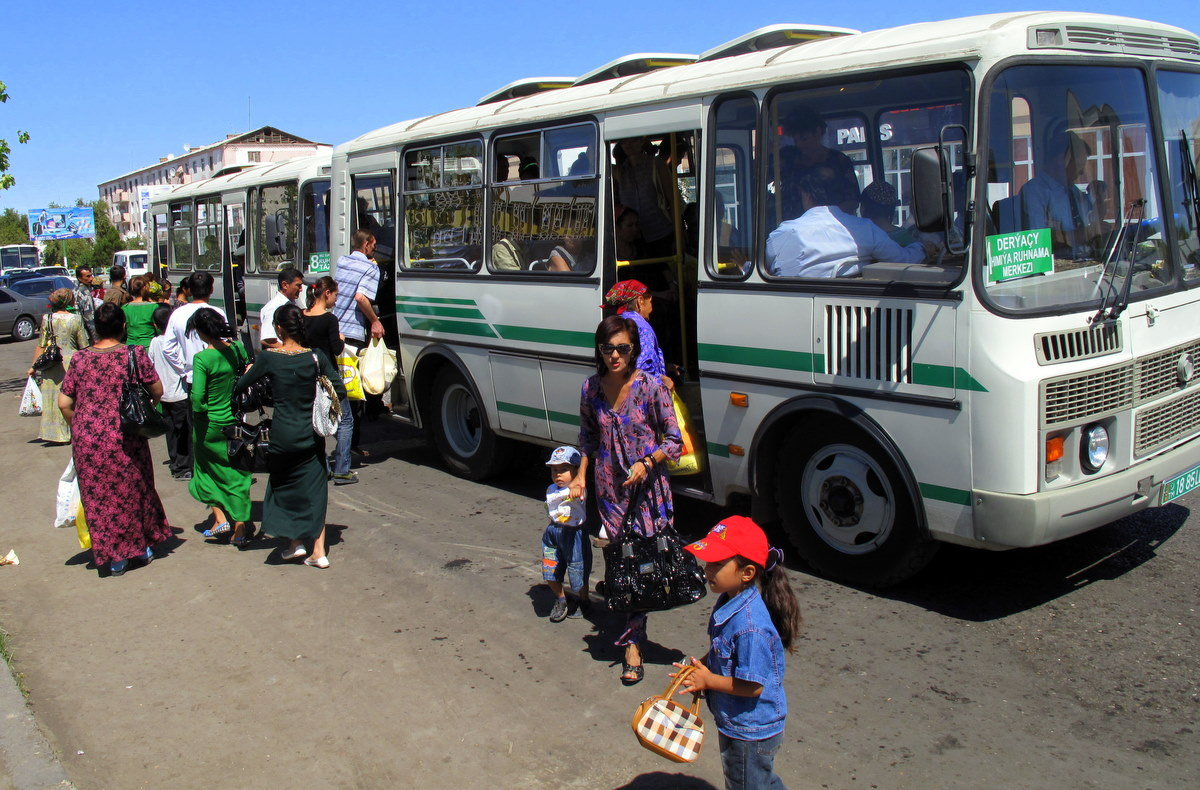
テュルクメナバートのバス停

2001年時点において、トルクメニスタンには約22,000kmの道路があり、その内約18,000kmは舗装道路である。1つ目の主要道路は国内西部のマルからイランとの国境に沿って移動した後アシガバートを通過してカスピ海沿岸のトルクメンバシまで結んでいる。2つ目の主要道路は北西部のアフガニスタンとの国境からテュルクメナバートを通りウズベキスタンとの国境に沿ってダショグズまで伸びている。2000年代前半、主要道路建設計画が立案され、アシガバートとトルクメンバシやマルを結ぶ高速道路区間は改修工事が行われた。
トルクメニスタンは世界でも有数の天然ガスの値段の低い国であり、0.19USドル/Lで販売されている。

## 水路
国内の主な水路はアムダリヤ川であり、国内の北側の国境を通過している。ガラグム運河 (Garagum Canal) はアフガニスタンとの国境付近からマルとアシガバートを通過してカスピ海沿岸のトルクメンバシまで東西に伸びている。1,400kmの長さをもつこの運河は主に灌漑用に建設されたもので、カスピ海沿岸の終点から450kmの地点までは船舶による航行が可能である。灌漑の用途により水量が減少しているため、アムダリヤ川はアフガニスタンとの国境からテュルクメナバートまでの下りの250kmの区間のみ航行可能である。

## パイプライン
原油 250km、天然ガス 4,400km

## 港湾

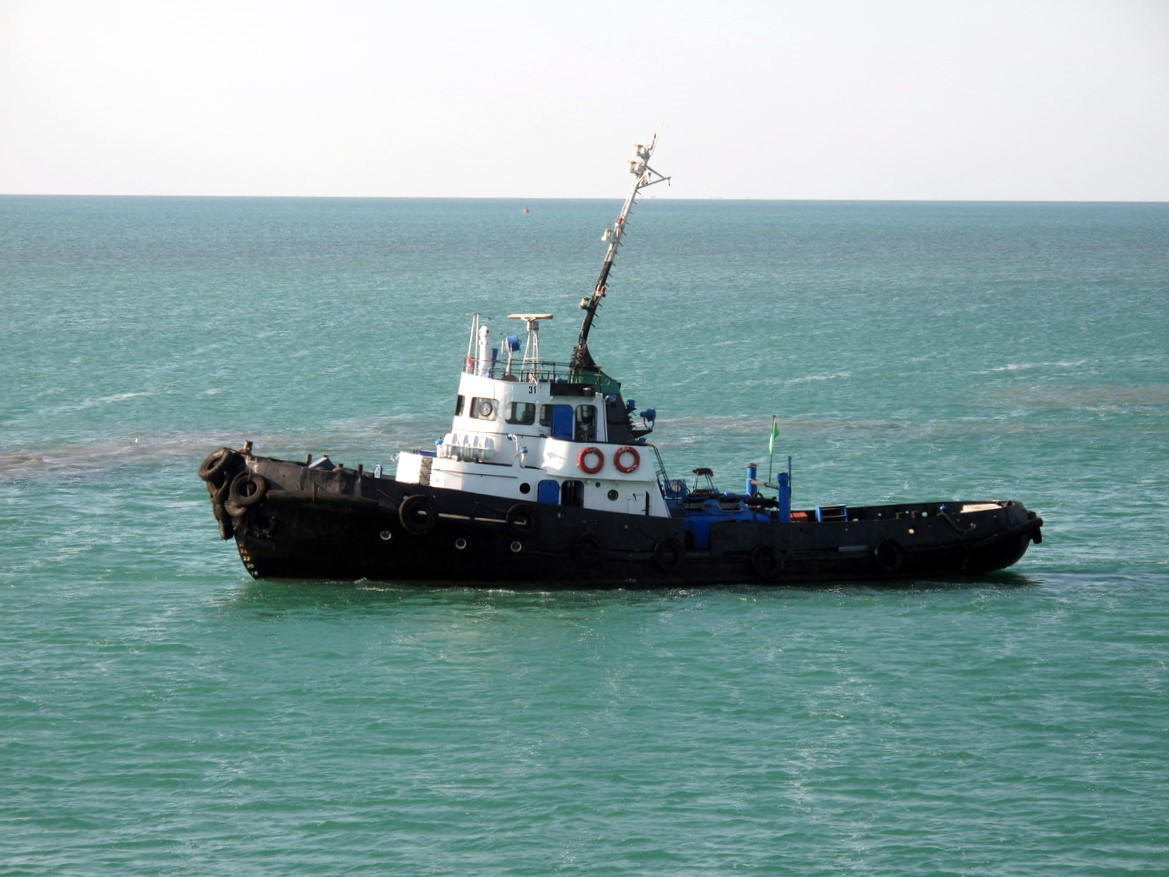
カスピ海を航行するタグボート

カスピ海に面するトルクメンバシ港は現在改修工事を行なっている。カスピ海を横断してロシアのアストラハンやアゼルバイジャンのバクーへと向かう船便が運用されている。カスピ海沿岸の小規模な港としてはアラジャ、チェケレン、エカレムがある。エカレムに関しては第二のカスピ海沿岸主要港へと拡張計画が立案されている。2006年時点において、トルクメニスタンには排水量1,000トン以上の商用船舶が8つある。この内4つは貨物用船舶、2つはオイルタンカー、1つは冷蔵貨物用船舶、1つが鉱石・石油用船舶となっている。

## 空港

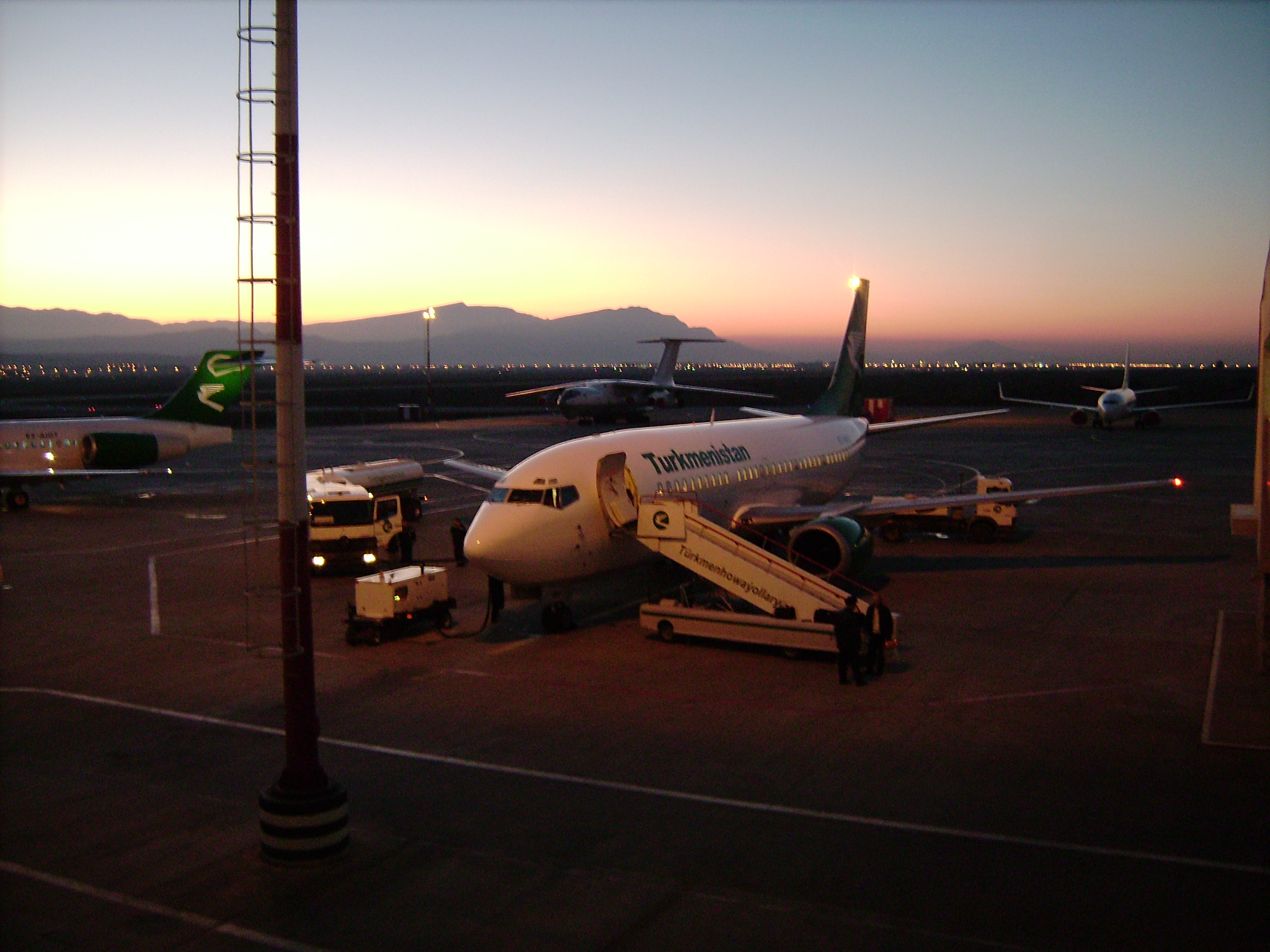
アシガバート空港

2006年時点において、トルクメニスタンには29の空港が有り、その内22は舗装滑走路を有し アシガバート空港は3,000m以上の滑走路を有する。また、国内には1つのヘリポートがある。1990年代なかばには、アシガバート空港が拡張、現代化された。小規模な国際空港はダショグズとテュルクメナバートにある。トルクメニスタンのフラッグ・キャリアであるトルクメニスタン航空は運用実績は低いものの、大規模な事故は報告されていない。国際便では、中国、ドイツ、インド、カザフスタン、ロシア、タイ、トルコ、アラブ首長国連邦、イギリス、ウズベキスタンへの定期便が運用されている。

### 空港 - 舗装
合計
22

2,438～3,047 m
13

1,524～2,437 m
8

914～1,523m
1 (1994年)

### 空港 - 未舗装
合計
42

914～1,523m
7

914m以下
35 (1994年)